# 구글 번역
구글 번역(영어: Google Translate)은 텍스트 번역을 위해 구글이 무료로 제공하는 다언어 기계 번역 서비스이다. 안드로이드, iOS용 웹사이트 인터페이스, 모바일 앱, 그리고 개발자들이 브라우저 확장과 응용 소프트웨어를 개발하는 데 도움을 주는 API를 제공한다. 다른 언어로 번역되는 대상은 문자의 단락, 문서나 웹페이지이다. 대한민국에서는 "구글 번역기"라는 용어도 이따금씩 사용되지만 구글이 밝히는 정식 용어는 "구글 번역"이다. 구글 번역은 100개가 넘는 언어를 다양한 수준에서 지원하며 2017년 5월 기준으로 날마다 500,000,000 (5억)명 이상의 요청을 처리한다.
통계 기계 번역 서비스로 2006년 4월부터 시작되었으며 언어 데이터를 모으기 위해 유엔과 유럽 의회의 구술 기록을 사용했다. 언어를 직접 번역하지 않고 먼저 텍스트를 영어로 번역한 다음 대상 언어로 변환하는 식이었다. 번역 중에는 최고의 번역을 결정할 수 있도록 수백 건의 문서 중 패턴들을 찾아본다. 정확도는 수차례 비판을 받았다. 2016년 11월, 구글은 구글 번역이 신경 기계 언어 엔진인 구글 신경 기계 번역(GNMT)으로 전환한다고 발표하였으며, 이는 조각 단위가 아닌 한 번에 전체 문장을 번역해준다. 가장 적절한 번역을 찾아내기 위해 더 넓은 문맥을 사용하며 그 다음 재정렬하여 적절한 문법으로 인간이 구사하는 것과 같은 내용으로 맞춘다. 처음에는 2016년에 일부 언어에만 활성화되었다가 GNMT는 점차 더 많은 언어를 위해 사용이되고 있다.

## 개요
이 서비스는 2006년 4월 28일에 처음 선보였다. 그 전까지 구글은 바벨피쉬, AOL, 야후 등의 번역 서비스에도 쓰였던 시스트란 기반 번역기를 사용하였다.
Babel Fish와 AOL, Yahoo!, MSN 등 내부적으로 시스트란를 사용하는 번역 서비스와 달리 구글은 독자적인 번역 엔진을 사용하고 있다. 구글 번역 엔진, 기계 번역 중에서도 통계적 기계 번역이라는 기술을 이용하고 있다. 이 방법은 the United Nations Documents를 데이터로 닦아왔다. 번역된 데이터는 이백억 정도의 단어로 구성된다. 원래는 방법과 이를 목표 언어로 번역한 (유엔 번역사의 손에 의한 것)것을 사용하여 패턴을 찾아 그 때 번역에 필요한 전문가 시스템을 만드는 것이다. 차기 버전은 현재 아랍어 - 영어 등의 번역에 관해서는, 오픈 베타 테스트 단계에 있다.
이 서비스는 또한 웹페이지를 번역할 수 있다. 번역할 수 있는 단락의 수(줄바꿈 태그 "<br>"등으로 표시)는 페이지 단위로 제한되어 있지만, 웹페이지의 텍스트가 "<br>"없이 분할되어 있는 경우는 수천 어로 이루어진 장대한 웹페이지도 번역할 수 있다.
그러나 다양한 말이 전혀 관계없는 언어로 번역되는 문제도 일어난다.

## 모바일 애플리케이션
구글 번역은 모바일용으로 안드로이드와 iOS에서 지원된다. 음성 입력이나 다언어 번역, 실시간 번역 같은 웹 전용에서 사용할 수 있는 기본 기능에 모바일 전용 기능이 추가되어 있다.

### 모바일 전용 기능
대화 모드
대화 모드는 음성 인식 기능을 통해서, 서로 다른 언어를 구사하는 두 사람 간의 대화를 문자 메시지 형식으로 실시간으로 번역해주는 기능이다. 번역된 문장을 읽어주기도 한다.
오프라인 번역
오프라인 번역 패키지를 다운로드해야만 사용할 수 있는 기능으로, 네트워크에 연결되어 있지 않아도 번역을 할 수 있도록 도와준다. 그러나, 온라인일 때 보다는 번역의 정확도가 떨어진다.
카메라 입력
문자를 직접 입력할 수 없는 상황일 때에 사용할 수 있다. 이 기능으로 카메라를 사용하여 찍은 문자를 인식하여 번역한다. 몇몇 언어는 실시간으로 사진 내의 문자를 번역문으로 대체하여 표시해준다.
필기 입력
필기 입력은 가상 키보드로 입력이 어려운 경우에 사용할 수 있다.

## 지원되는 언어
Google 번역에 지원되는 언어는 다음과 같다.
1. 아프리칸스어
2. 알바니아어
3. 암하라어
4. 아랍어
5. 아르메니아어
6. 아제르바이잔어
7. 바스크어
8. 벨라루스어
9. 벵골어
10. 보스니아어
11. 불가리아어
12. 카탈루냐어
13. 세부아노어
14. 치체와어
15. 중국어
16. 코르시카어
17. 크로아티아어
18. 체코어
19. 덴마크어
20. 네덜란드어
21. 영어
22. 에스페란토어
23. 에스토니아어
24. 필리핀어
25. 핀란드어
26. 프랑스어
27. 프리지아어
28. 갈리시아어
29. 조지아어
30. 독일어
31. 그리스어
32. 구자라트어
33. 아이티어
34. 하우사어
35. 하와이어
36. 히브리어
37. 힌디어
38. 몽어
39. 헝가리어
40. 아이슬란드어
41. 이보어
42. 인도네시아어
43. 아일랜드어
44. 이탈리아어
45. 일본어
46. 자바어
47. 칸나다어
48. 카자흐어
49. 크메르어
50. 한국어
51. 쿠르드어
52. 키르기스어
53. 라오어
54. 라틴어
55. 라트비아어
56. 리투아니아어
57. 룩셈부르크어
58. 마케도니아어
59. 마다가스카르어
60. 말레이어
61. 말라얄람어
62. 몰타어
63. 마오리어
64. 마라티어
65. 몽골어
66. 미얀마어(버마어)
67. 네팔어
68. 노르웨이어
69. 파슈토어
70. 페르시아어
71. 폴란드어
72. 포르투갈어
73. 펀자브어
74. 루마니아어
75. 러시아어
76. 사모아어
77. 스코틀랜드 게일어
78. 세르비아어
79. 세소토어
80. 쇼나어
81. 신드어
82. 신할라어
83. 슬로바키아어
84. 슬로베니아어
85. 소말리어
86. 스페인어
87. 순다어
88. 스와힐리어
89. 스웨덴어
90. 타지크어
91. 타밀어
92. 텔루구어
93. 태국어
94. 튀르키예어
95. 우크라이나어
96. 우르두어
97. 우즈베크어
98. 베트남어
99. 웨일스어
100. 코사어
101. 이디시어
102. 요루바어
103. 줄루어

### 개발 중인 언어
다음 언어는 아직 Google 번역에서 지원하지 않지만, 번역 커뮤니티에서는 가능한 언어이다.
1. 아삼어
2. 광둥어
3. 체로키어
4. 종카어
5. 과라니어
6. 키냐르완다어
7. 쿠르드어
8. 오리야어
9. 로만슈어
10. 타타르어
11. 티베트어
12. 투르크멘어
13. 위구르어
14. 월로프어

## 장점
많은 언어가 지원되며 외국인과도 쉽게 대화가 가능하다. 게다가 특정 페이지 전체를 번역하여 하나하나 번역하지 않아도 되기도 한다. 그리고 사진을 찍어서 번역도 가능하다.

## 단점
잦은 오류로 이상하게 번역되는 경우가 많다. 특히 외국인이 한국어로 번역하는 경우 반말로 나오는 경우가 많다.
게다가 영어를 번역할 때 대문자로 입력하면 번역이 잘 안된다. 번역했을때 발음이 들리게하면 말을 하지않는다.

## 같이 보기
- Apertium
- 야후! 바벨피쉬
- DeepL
- 구글 사전
- 구글 번역사 도구함
- 구글의 제품 목록
- 마이크로소프트 번역기
- 구글 텍스트 음성 변환
- 시스트란